# Fast såsom klippan är Guds löftesord
Fast såsom klippan är Guds löftesord är en sång med text av Gunnar Samuel Bolander och som sjungs till en melodi av okänt ursprung.

## Publicerad i
- Frälsningsarméns sångbok 1968 som nr 442 under rubriken "Strid Och Verksamhet - Kamp och seger".
- Frälsningsarméns sångbok 1990 som nr 609 under rubriken "Strid och kallelse till tjänst".
- Sångboken 1998 som nr 23.